# Амон

Амон зі своєю дружиною Мут.

Амо́н (дав.-гр. Άμμων — прихований) — спочатку місцевий бог Фів, пізніше його культ поширився на весь Єгипет і жерці ототожнювали його з богом сонця Ра, називаючи Амон-Ра.

## Історія культу
Амон у міфології Єгипту — прихований бог небес. Баран і гусак (символи мудрості) — священні тварини Амона. З епохи Середнього царства його зображували в антропоморфному вигляді й з пір'ями шуті на головному уборі, запозичених у бога родючості Міна (Коптос). Спочатку Амон був місцевим богом Фів. Крім цього локального культу, Амон вважався також одним з прихованих божеств гермопольскої Огдоади, перебуваючи в стосунках зі своєю жіночою іпостассю (Амонет). Міфологічне опрацювання образу Амона мізерне. Вважалося, що його дружиною є Мут, хоча серед більш ранніх джерел нею була Восрет (що стосується Амонет, то вона була лише жіночим втіленням Амона й власного образу не мала). Сином Амона й Мут був бог Місяця Хонсу. Амон, Мут і Хонсу разом складали фіванську тріаду. Оскільки Амон ототожнювався з Міном, до нього додавався епітет «Камутеф».
Уже в Перший перехідний період з'являються перші згадки про Амона не як про самостійне божество, а як про деміурга й верховного бога. З'являється титул «Дружина бога Амона», яким володіли спочатку верховні жриці, а пізніше виключно жінки царського роду. У результаті політичного піднесення Фів у період Середнього царства культ Амона стає відомішим, а за XVIII династії фіванських фараонів стає головним богом. У руслі синкретизму він був ототожнений з древнім геліопольским сонячним богом Ра в образі бога Амона-Ра, царя богів і старшого божества Еннеад.
У період Нового царства жрецтво Амона-Ра зосередило у своїх руках величезні багатства й вплив. Зокрема, він (в особі верховного жерця Хапусенеб) відіграв важливу роль у зведенні на престол жінки-фараона Хатшепсут, що стала одноосібною правителькою завдяки рішенню оракула Амона. 
Правління XVIII династії відзначено зведенням величезних храмів Амона в Карнаці й Луксорі, які досягли кращих результатів при Хатшепсут, Тутмосі III, Аменхотепі III й Рамзесі II.
Після провалу спроби фараона Ехнатона заборонити шанування Амона й ввести на заміну культ Атона, наближений до монотеїзму, його наступники Тутанхамон, Ай і Хоремхеб реставрували культи древніх божеств на чолі з Амоном-Ра. Внаслідок цього, позиції фіванських жреців тільки посилилися, що призвело до фактичного встановлення теократії за останніх Рамессидів (XX династія) і сходження на престол Герігора, верховного жреця Амона. 

## Амон у Куші
Після завоювання Єгиптом Нубії (Куша) верховне божество кушитів остаточно ототожнили з Амоном за часів XVIII династії. До I тисячоліття до н. е. культ Амона в цих колишніх південних володіннях Єгипту став ще більш централізованим, ніж у самому Верхньому Єгипті, де більшої популярності набувають Ісіда й Гор. Священним містом Амона в Нубії стала її перша столиця Напата.
Коли нубійський правитель Кашта зійшовся з Шепенупет I, єдинокровною сестрою фараона Такелота III, колишньою «Дружиною Бога» (верховною жрицею Амона), визнав його дочку Аменірдіс I своєю спадкоємицею, що означало початок встановлення контролю Напате над Єгиптом. Фараони XXV (ефіопської) династії всіляко демонстрували свою повагу перед Амоном; після їхнього вигнання з Фів переміщається й найважливіший центр культу Амона. Він набув пошириення в Мерое та Нобатії, що також стали теократичними державами, де ключову роль в ухваленні політичних рішень грав оракул Амона.

Ймовірно, з Нубії й запозичили асоціювання цього бога з бараном, зокрема зображення Амона, спочатку повністю антропоморфного божества (тримає вас людини в довгій короні), у вигляді людини з головою барана із закрученими рогами.

## Амон в античній літературі
Геродот писав, що Амон (гр. Ἄμμων; Аммон) — ім'я Зевса в єгиптян. Піндар написав гімн Амона, називаючи його «владикою Олімпу». Його храм стояв у Фівах, статую бога праці Каламіда в храм пожертвував Піндар. Його тварина — баран. Амона Лівійського зображують з крутими рогами. Згадується Евріпідом. Бог Сонця.
Отримав ім'я від пастуха, який встановив храм у Лівії. За іншими розповідями, Діоніс в Індії (тобто Ефіопії) шукав воду й не знайшов, проте з піску вийшов баран і показав воду. Тоді Діоніс попросив Зевса включити барана в число сузір'їв. Там, де знайшлася вода, Діоніс побудував храм Зевса-Амона.
Оракул Амона віщав, що потрібно віддати Андромеду на поталу потворі. 
Відомо, що оракула Амона, розташованого в оазі Сива в лівійській пустелі, відвідав Олександр Великий, який відбив Єгипет від персів, оракул назвав Олександра сином «Зевса-Амона», що додало йому переконаності у власній божественності.

## Раціоналістична інтерпретація
За раціоналістичною інтерпретацією, Амон — не бог, а древній єгипетський цар. Згідно з Діодором, Рея була першою дружиною лівійського царя Амона, але коли дізналася, що її чоловік зрадив їй з німфою Амальтеєю й у них народився син Діоніс, то втекла до брата Крона й стала його дружиною. Крон, за наполяганням Реї, вів війну за допомогою титанів проти Амона. У наступному бою прихильники Крона перемогли, у той час як Амон, який зазнавав труднощів через недостачу припасів, втік на Крит і одружився з дочкою одного з куретів (які в той час були царями) Криту. Після одруження Амон отримав владу над цими районами й острів, що до цього називався Ідея перейменував на Крит на честь своєї дружини. Згідно зі словами історика Леонтьєва, коли Діоніс правив Єгиптом, Амон прибув з Африки й пригнав йому худобу, за це Діоніс подарував йому землю навпроти єгипетських Фів. Тому скульптори зображують Амона з рогатою головою.

## Епоніми
Деякі терміни (епоніми) в сучасних мовах походять від імені Амона, який дійшов за допомогою грецької мови у формі «Аммон».
Зокрема це назва вимерлих головоногих амонітів, спіралеподібної форми черепашок, що нагадують баранячі роги, з якими іноді зображувався цей бог. 
Інший приклад — аміак, назва якого проводиться від латинського виразу sal ammoniacus («сіль Амона»), оскільки неподалік від храму Амона в лівійській оазі Сива можна було добути хлорид амонію. У спекотному кліматі сечовина (NH2)2CO, що міститься в продуктах життєдіяльності тварин (зокрема, караванних верблюдах, що проходили через оазу, яка була важливим перетином торгових шляхів) розкладається особливо швидко. Одним з продуктів цієї реакції є аміак. За іншими відомостями, аміак отримав свою назву від давньоєгипетського слова, що означає людей, які поклоняються богу Амону. Вони під час своїх ритуальних обрядів нюхали нашатир NH4Cl, який при нагріванні випаровує аміак.